# SHAQLER
SHAQLER（シャクラー）は、2008年結成、ヨーヨーパフォーマンスグループ。

## 解説
元々は大阪で結成されたパフォーマンスチームとして、クラブ等のショウケースに多数出演していた。徐々に知名度が増し、メディアにも取り上げられることが多くなった。メンバーそれぞれの技術もさることながら、音ハメやフォーメーションといったポイントを重視したダンスのようなルーティンを得意とし、ヨーヨーを知らない人でも楽しめるようなクオリティの高い演技に定評がある。
2010年世界大会AP部門にShaqlerとして出場して優勝したことにより、「世界チャンピオンチーム」として国内外から注目されるようになる。
2015年には高田柊選手を新メンバーに加え、世界大会AP部門でグランプリ（優勝）とエンターテイメントアワードを受賞している。過去にシャクラ―モデルのヨーヨーも数種類発売されている他、MELLOW YELLOWのKIN,
RIP SLYMEのPESと共に立ち上げたアパレルブランド”Optimystik”とのコラボTシャツも発売されている。

## 来歴
- 2008年当時VEGASがWoodzと共にDJとして各イベントに出演していた時代に、ヨーヨーでチームパフォーマンスをクラブで行う提案をし、ヨーヨーでプロとして過去にTHP-J(Team High Performance Japan)で活躍していたKURIとA2Cを誘い結成。一度だけのイベントのはずが、ショーで大成功をおさめ、終了後に思いもよらぬ数人のオーガナイザーよりブッキングが入り、ダンス業界にて異端児としてロケットスタートを起こす。
- 2010年世界大会AP部門に優勝したことにより、「世界チャンピオンチーム」として国内外から注目されるようになる。
- 2015年には高田柊選手を新メンバーに加え、世界大会AP部門でグランプリ（優勝）とエンターテイメントアワードを受賞している。

## メンバー
- JOHN、ジョン・アンドウ（あんどう　じょん）A型、アメリカ・テキサス州出身
- SHU、高田柊（たかだ　しゅう ）O型、静岡県出身

## 過去のメンバー
- VEGAS、西関一真（にしぜき　かずま ）O型、大阪府出身
- KURI、栗田重里（くりた　しげさと ）O型、大阪府出身
- Woodz、丸山剛士（まるやま　たけし）B型、大阪府出身
- A2C、山田篤（やまだ　あつし ）A型、岡山県出身